# Victory (álbum de Wisin)
Victory es el cuarto álbum de estudio como solista del cantante y productor puertorriqueño del género urbano Wisin. El disco se estrenó el 1 de diciembre de 2017 bajo la discográfica Sony Music Latin y está disponible en todas las plataformas digitales. El álbum tiene un total de 14 temas y notables colaboraciones musicales con grandes exponentes de los géneros urbano, pop y trap: Yandel, Nicky Jam, Timbaland, Bad Bunny, Daddy Yankee, Don Omar, Ozuna, Zion & Lennox, Mario Domm, Tito el Bambino, De la Ghetto, Arcángel, Noriel y Almighty.
El sencillo de Victory, “Escápate Conmigo” llegó al #1 en el listado “Latin Airplay” de Billboard y el exitazo se ha mantenido en la cima de los listados por múltiples semanas. “Escápate Conmigo” ha arrasado en los listados más importantes, permaneciendo por más de 14 semanas en el “Hot 100” de Billboard (las 100 canciones más populares en Estados Unidos) así como múltiples semanas en el listado “Global 50” de Spotify (las 50 canciones más escuchadas en Spotify globalmente) y durante más de 35 semanas en el listado “Hot Latin Songs” de Billboard.

## Sencillos
- "Vacaciones" se lanzó como el primer sencillo del disco el 30 de septiembre de 2016. Este tema fue escrito por Juan Luis Morera. El vídeo musical fue estrenado el 14 de noviembre de 2016. Fue filmado en México, en algunas de las playas más paradisiácas de la Rivera Maya, tales como Tulum, Playa del Carmen y Cancún, recreando fielmente en imágenes la energía de esta canción festiva y muy bailable.[3]
- "Escápate conmigo" junto a Ozuna, se lanzó como el segundo sencillo del disco el 24 de marzo de 2017. El video musical fue estrenado el 30 de marzo de 2017.[4]
- "Todo comienza en la disco" junto a Yandel y Daddy Yankee, se lanzó como el tercer sencillo del disco el 24 de noviembre de 2017. El video musical fue estrenado el 17 de enero de 2018.[5]

## Lista de canciones
| N.º | Título                                                                                              | Escritor(es)                                                                    | Productor(es)                                                          | Duración |  |
| 1.  | «Victory»                                                                                           | Juan Luis Morera Luna                                                           | Los Legendarios                                                        | 1:25     |  |
| 2.  | «Contra la pared»                                                                                   | Juan Luis Morera Luna                                                           | Hyde "El Verdadero Químico", Los Legendarios                           | 3:57     |  |
| 3.  | «Esta noche lo vamos a hacer»                                                                       | Juan Luis Morera Luna                                                           | Hyde "El Verdadero Químico", Motiff                                    | 4:00     |  |
| 4.  | «Hacerte el amor» (featuring Yandel, Nicky Jam)                                                     | Juan Luis Morera Luna                                                           | Los Legendarios                                                        | 4:03     |  |
| 5.  | «Muévelo»                                                                                           | Juan Luis Morera Luna                                                           | Hyde "El Verdadero Químico", Los Legendarios                           | 3:19     |  |
| 6.  | «Move Your Body» (featuring Timbaland, Bad Bunny)                                                   | Juan Luis Morera Luna · Timothy Zachery Mosley · Benito Antonio Martínez Ocasio | Hyde "El Verdadero Químico", Los Legendarios                           | 3:38     |  |
| 7.  | «Todo comienza en la disco» (featuring Yandel, Daddy Yankee)                                        | Juan Luis Morera Luna                                                           | DJ Urba & Rome, Hyde "El Verdadero Químico", Mr. Earcandy, Gaby Music  | 4:28     |  |
| 8.  | «Esta vez» (featuring Don Omar)                                                                     | Juan Luis Morera Luna                                                           | Jumbo "El Que Produce Solo", Gaby Music                                | 3:52     |  |
| 9.  | «Quisiera alejarme» (featuring Ozuna)                                                               | Juan Luis Morera Luna · Juan Carlos Ozuna Rosado                                | Hyde "El Verdadero Químico", Los Legendarios                           | 3:45     |  |
| 10. | «Vacaciones»                                                                                        | Juan Luis Morera Luna                                                           | Hyde "El Verdadero Químico", Los Legendarios, Motiff                   | 3:58     |  |
| 11. | «Prohibida» (featuring Zion & Lennox)                                                               | Juan Luis Morera Luna                                                           | Jumbo "El Que Produce Solo", Gaby Music                                | 4:17     |  |
| 12. | «Entramos en calor»                                                                                 | Juan Luis Morera Luna                                                           | Hyde "El Verdadero Químico", Los Legendarios                           | 3:39     |  |
| 13. | «Escápate conmigo» (featuring Ozuna)                                                                | Juan Luis Morera Luna · Juan Carlos Ozuna Rosado                                | Hyde "El Verdadero Químico", Los Legendarios, Gaby Music               | 3:52     |  |
| 14. | «Amor radioactivo» (featuring Mario Domm)                                                           | Juan Luis Morera Luna                                                           | Mario Domm                                                             | 4:08     |  |
| 15. | «Vacaciones» (Remix) (featuring Don Omar, Zion & Lennox, Tito El Bambino)                           | Juan Luis Morera Luna                                                           | Hyde "El Verdadero Químico", Marc & Rafy "Los Legendarios", Motiff     | 4:19     |  |
| 16. | «Escápate Conmigo» ((Remix) (featuring Ozuna, Bad Bunny, De la Ghetto, Arcángel, Noriel & Almighty) | Juan Luis Morera Luna                                                           | Hyde "El Verdadero Químico", Marc & Rafy "Los Legendarios", Gaby Music | 6:27     |  |

## Certificaciones
| País   | Organismo certificador | Certificación | Ventas certificadas | Ref.  |
| ------ | ---------------------- | ------------- | ------------------- | ----- |
| México | AMPROFON               | Platino       | 60 000              | [ 6 ] |